# Pseudorana
Genre
Pseudorana est un genre d'amphibiens de la famille des Ranidae.

## Répartition
Les deux espèces de ce genre sont endémiques de Chine.

## Liste d'espèces
Selon Amphibian Species of the World (4 juillet 2013) :
- Pseudorana sangzhiensis (Shen, 1986)
- Pseudorana weiningensis (Liu, Hu & Yang, 1962)

## Publication originale
- Fei, Ye & Huang, 1990 : Key to Chinese Amphibians. Chongqing, China, Publishing House for Scientific and Technological Literature.